# Amstel Gold Race 1983
La 18e édition de la course cycliste, l'Amstel Gold Race a eu lieu le 23 avril 1983 et a été remportée par l'Australien Phil Anderson. L'Australien Phil Anderson devient le premier vainqueur non-européen.

## Classement final
| Pos. | Coureur                 | Pays      | Équipe                               | Temps           |
| ---- | ----------------------- | --------- | ------------------------------------ | --------------- |
| 1.   | Phil Anderson           | Australie | Peugeot-Shell-Michelin               | 5 h 50 min 26 s |
| 2.   | Jan Bogaert             | Belgique  | Europdecor-Dries-Eddy Merckx         | + 31 s          |
| 3.   | Jan Raas                | Pays-Bas  | TI-Raleigh-Campagnolo                | + 31 s          |
| 4.   | Jacques Hanegraaf       | Pays-Bas  | TI-Raleigh-Campagnolo                | + 31 s          |
| 5.   | Etienne De Wilde        | Belgique  | La Redoute-Motobecane                | + 31 s          |
| 6.   | Gilbert Duclos-Lassalle | France    | Peugeot-Shell-Michelin               | + 31 s          |
| 7.   | Luc Colijn              | Belgique  | Fangio-Tonissteiner-O.m.trucks-Mavic | + 31 s          |
| 8.   | Patrick Cocquyt         | Belgique  | Safir-Van de Ven-Moser               | + 31 s          |
| 9.   | Ad Wijnands             | Pays-Bas  | TI-Raleigh-Campagnolo                | + 31 s          |
| 10.  | Steven Rooks            | Pays-Bas  | Sem-Mavic-Reydel                     | + 31 s          |